# Павловский (Ленинградская область)
Павловский — хутор в Назиевском городском поселении Кировского района Ленинградской области.

## История
По данным 1966 года хутор Павловский находился в подчинении Назиевского поссовета Волховского района.
По данным 1973 года населённый пункт назывался хутор Павловского и также находился в подчинении Назиевского поссовета Волховского района.
По данным 1990 года хутор Павловский входил в состав Назиевского поссовета Кировского района.
В 1997 году на хуторе Павловский Назиевского поссовета проживал 1 человек, в 2002 году — также 1 (русский).
В 2007 году на хуторе Павловский Назиевского ГП проживали 2 человека.

## География
Хутор расположен в северо-восточной части района на автодороге 41А-120 (пдъезд к станции Жихарево), к северу от центра поселения, посёлка Назия.
Расстояние до административного центра поселения — 3 км.
Хутор находится на правом берегу реки Лава.

## Демография
| 2007 | 2010 | 2017 |
| ---- | ---- | ---- |
| 2    | ↘1   | ↘0   |